# East Brooklyn (Illinois)
East Brooklyn és una vila dels Estats Units a l'estat d'Illinois. Segons el cens del 2000 tenia 123 habitants.

## Demografia
Segons el cens del 2000, East Brooklyn tenia 123 habitants, 46 habitatges, i 33 famílies. La densitat de població era de 949,8 habitants/km².
Dels 46 habitatges en un 37% hi vivien nens de menys de 18 anys, en un 71,7% hi vivien parelles casades, en un 0% dones solteres, i en un 26,1% no eren unitats familiars. En el 23,9% dels habitatges hi vivien persones soles el 13% de les quals corresponia a persones de 65 anys o més que vivien soles. El nombre mitjà de persones vivint en cada habitatge era de 2,67 i el nombre mitjà de persones que vivien en cada família era de 3,24.
Per edats la població es repartia de la següent manera: un 29,3% tenia menys de 18 anys, un 3,3% entre 18 i 24, un 32,5% entre 25 i 44, un 22,8% de 45 a 60 i un 12,2% 65 anys o més.
L'edat mediana era de 34 anys. Per cada 100 dones de 18 o més anys hi havia 93,3 homes.
La renda mediana per habitatge era de 40.000 $ i la renda mediana per família de 47.500 $. Els homes tenien una renda mediana de 58.750 $ mentre que les dones 70.417 $. La renda per capita de la població era de 21.470 $. Aproximadament el 8,3% de les famílies i el 12,7% de la població estaven per davall del llindar de pobresa.

## Poblacions properes
El següent diagrama mostra les poblacions més properes.